# Ielîzavetivka, Odesa
Ielîzavetivka (în ucraineană Єлизаветівка) este un sat în Comuna Dacine din raionul Odesa, regiunea Odesa, Ucraina.

## Demografie
Componența lingvistică a localității Ielîzavetivka
     Ucraineană (86,59%)
     Rusă (7,01%)
     Română (4,88%)
     Alte limbi (0,3%)
Conform recensământului din 2001, majoritatea populației localității Ielîzavetivka era vorbitoare de ucraineană (86,59%), existând în minoritate și vorbitori de rusă (7,01%) și română (4,88%).